# Saastal
Saastal är en dal i Schweiz.   Den ligger i kantonen Valais, i den södra delen av landet, 100 km söder om huvudstaden Bern.
Trakten runt Saastal består i huvudsak av gräsmarker. Runt Saastal är det mycket glesbefolkat, med 6 invånare per kvadratkilometer.